# عرفان شهيد
عرفان عارف شهيد (ولد في الناصرة، فلسطين في 15 يناير 1926م – وتوفي في واشنطن دي سي، 9 نوفمبر 2016). ولد باسم عرفان عارف قعوار، هو باحث في مجال الدراسات الشرقية. وكان من 1982م حتى وفاته، أستاذاً سابقاً في جامعة جورج تاون. حيث كان بروفيسوراً  للغة العربية والأدب الإسلامي. عرفان شهيد كان أيضاً في أكاديمية القرون الوسطى الأمريكية منذ عام 2012.

## السيرة الذاتية
ولد عرفان شهيد في الناصرة، فلسطين المحتلة  لأسرة عربية مسيحية. وغادر في عام 1946م ليدرس في كلية سانت جون، أكسفورد، حيث تعلم التاريخ اليوناني الروماني. ودرس على يد المؤرخ الشهير  شيرون-وايت.
وحصل على درجة الدكتوراه من جامعة برينستون في اللغة العربية والدراسات الإسلامية. وكان عمله للدكتوراه بعنوان «الإسلام القديم والشعر».  كان هذا البحث لعرفان شهيد يلقي التركيز في المقام الأول على ثلاث مناطق رئيسية: المنطقة اليونانية-الرومانية، وخاصة الإمبراطورية البيزنطية، حيث تلتقي مع الحضارة العربية والإسلامية في أواخر العصور القديمة  وبداية العصور الوسطى، وأيضاً الدراسات الإسلامية، لاسيما القرآن والأدب العربي، وخاصة الشعر العربي الكلاسيكي. وفي عام 2012 عرفان شهيد أصبح عضو أكاديمية القرون الوسطى الأمريكية

## الأعمال
- بيزنطة والعرب في القرن السادس، المجلد 2، الجزء 2، 2010.
- بيزنطة والعرب في القرن السادس، المجلد 2، الجزء 1، 2002.
- بيزنطة والعرب في القرن السادس، المجلد 1، جزء 1، 1995.
- بيزنطة والعرب في القرن السادس، المجلد 1، الجزء 2، 1995.
- بيزنطة والعرب في القرن الخامس، 1989.
- بيزنطة  والشرق السامي  قبل ظهور الإسلام.
- بيزنطة والعرب في القرن الرابع، 1984.
- روما والعرب: ط، د. ت الدراسة بيزنطة والعرب، 1984.
- عمر الخيام الفيلسوف الشاعر في العصور الوسطى الإسلام، 1982.